# بو هامبورگر
بو هامبورگر (انگلیسی: Bo Hamburger؛ زادهٔ ۲۴ مهٔ ۱۹۷۰) دوچرخه‌سوار اهل دانمارک است.
از باشگاه‌هایی که در آن بازی کرده‌است می‌توان به تیم تینکوف، تیم دوچرخه‌سواری تی‌وی‌ام، و آژ۲آر لا موندیال اشاره کرد.
وی در مسابقات کشوری و بین‌المللی در مجموع برندهٔ ۱ مدال نقره شده‌است.